# Zanna nobilis
Zanna nobilis är en insektsart som först beskrevs av John Obadiah Westwood 1839.  Zanna nobilis ingår i släktet Zanna och familjen lyktstritar. Inga underarter finns listade i Catalogue of Life.